# دروهان جليل (سبيدار)
دروهان جلیل (بالفارسية: دروهان جلیل) هي قرية تقع في إيران في قسم سبیدار الريفي. يقدر عدد سكانها بـ 96 نسمة بحسب إحصاء 2016.